# Kawessi
Kawessi est une sous-préfecture de Télimélé dans la région de Kindia en Guinée.
Le chef lieu de la sous-préfecture est Diougourou.

## Subdivision administrative
Kawessi est compose de quatre districts.
| Districts  | Secteurs                                                                                             |
| ---------- | --- |
| Kawessi    | Kawessi centre, Kankiran centre, Gada baroudji, Lafou, Dara djillabhè, Weindou leydi et Djélia       |
| Diougourou | Diougourou centre, Goumba, Gouba, Djolèle, Touldé et Petel                                           |
| Kabara     | Lalifan, Hounsiré, Follereya, Filobowal, Boussoura, Télébou, Kilinko, Guilèle et Madina              |
| Maci       | Maci centre, Boussoura maci, Hamdallaye, Missira maci, Gada baroudji, Wargalan séfouré et Fognomadji |

## Population
La population de Kawessi est estimée à 17 772

## Climat et végétation
Le climat est de type tropical, caractérisé par l'alternance de deux saisons, sèche et pluvieuse de six mois chacune.